# Жанен, Морис
Пьер Тьебо́ Шарль Мори́с Жане́н (фр. Pierre-Thiébaut-Charles-Maurice Janin, 19 октября 1862 — 28 апреля 1946) — французский военный деятель и дипломат, участник Гражданской войны в России.
По словам профессора Д. В. Филатьева, «явился косвенным убийцей адмирала Колчака».

## Биография
Родился в Лотарингии в семье военного врача. Окончил Версальскую гимназию. Начал военную службу в 1880 году.
Учился в Военной академии в Сен-Сире. Окончил Французскую академию Генерального штаба (1892 год).
Дивизионный генерал (1916 год). Служил в пехоте, артиллерии, штабе армии.
В 1891—1892 и в 1910—1911 годах стажировался в России, причём второй раз — при Императорской Николаевской академии Генерального штаба. Автор исследований о Русско-турецкой (1877—1878) и Русско-японской войнах.
Во время мировой войны командовал пехотным полком 135-й бригады, 55-й пехотной бригадой, был помощником заместителя начальника Генерального штаба.
С весны 1916 года возглавлял чрезвычайную французскую военную миссию в России при Ставке Верховного главнокомандующего Русской армии. В конце 1917 года отозван во Францию.
24 августа 1918 года верховный главнокомандующий Антанты маршал Ф. Фош назначил Жанена командующим войсками Антанты в России. Основной задачей Жанена была эвакуация войск Чехословацкого корпуса во Владивосток и их отправка в Европу для пополнения сил союзников на Западном фронте. С ноября 1918 года Жанен — начальник французской военной миссии при Российском правительстве адмирала А. В. Колчака, главнокомандующий чехословацкими войсками в России. 16 декабря 1918 прибыл в Омск.
После того, как адмирал Колчак в первую же их встречу в Омске отказал Жанену в командовании русскими войсками в Сибири (несмотря на мандат французского генерала с предписанием от Антанты вступить в командование всеми войсками, в том числе русскими) — заявив, что скорее вообще откажется от иностранной помощи, чем согласится на это — между ними сложились натянутые отношения.
C января 1919 года — представитель Высшего межсоюзного командования и главнокомандующий союзными войсками в Сибири и на Дальнем Востоке. Занимал неблагожелательную, а затем и резко враждебную позицию по отношению к адмиралу Колчаку и белому движению в целом. Личная неприязнь Жанена к Колчаку выливалась в частности в беспочвенные предположения о том, Колчак якобы был «наркоманом-кокаинистом» (в другом варианте — «морфинистом»), что было — несмотря на отсутствие таких сведений в мемуарах у других, более близких адмиралу соратников — взято на вооружение советской пропагандой и использовалось с целью дискредитации главы Белого движения, попав и в исторические романы некоторых писателей.

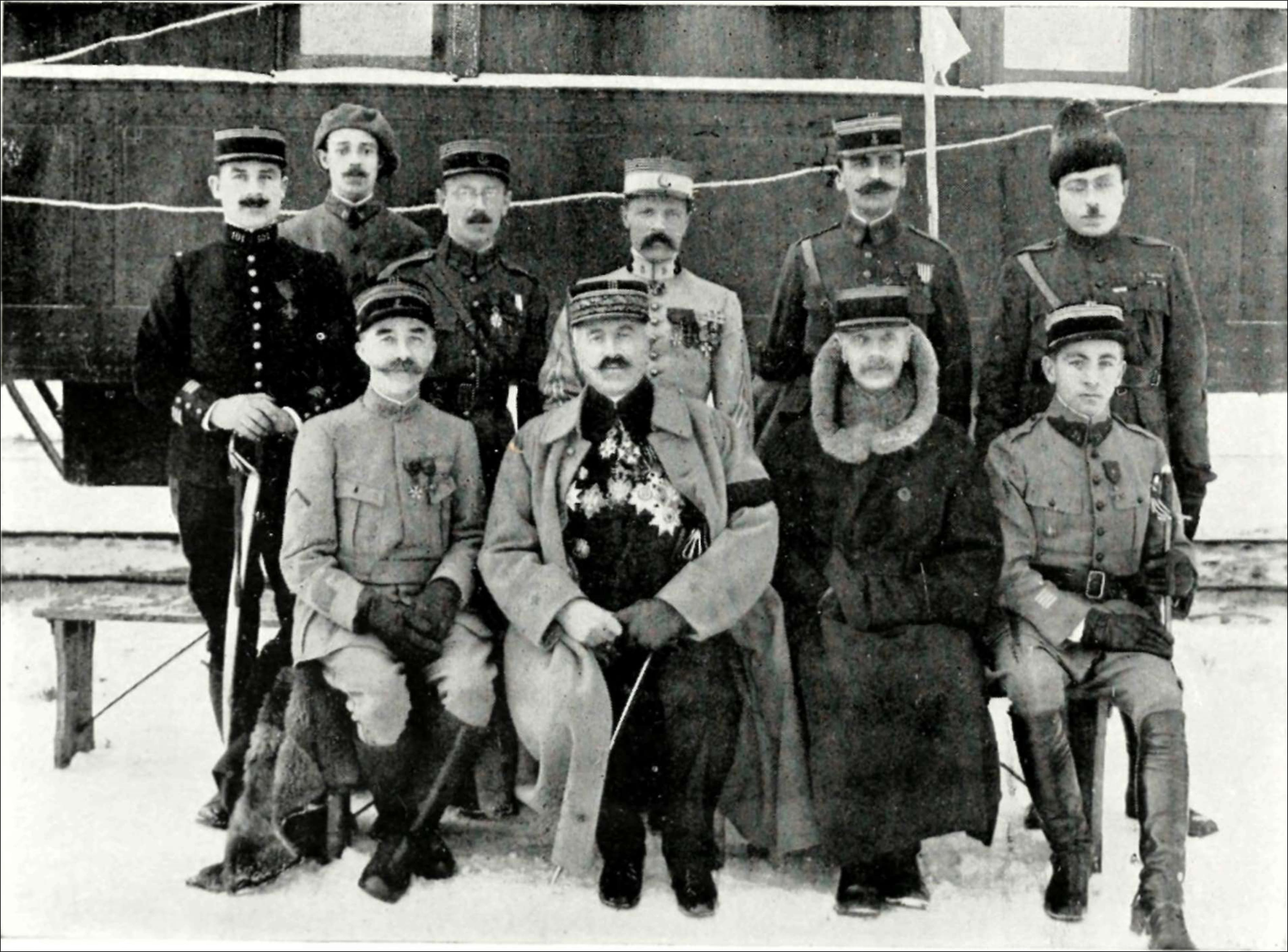
Генерал Жанен (в центре первого ряда) с членами французской военной миссии в Сибири

В дни оставления Омска в ноябре 1919 года Жанен предложил Верховному правителю взять золотой запас Российского правительства под международную опеку, охрану и транспортировку во Владивосток. Это было воспринято Колчаком как выставление непомерной цены за обещанную помощь. Александр Васильевич категорически отверг их предложение: «Я вам не верю. Золото скорее оставлю большевикам, чем передам союзникам». По мнению историка П. Н. Зырянова, эти слова стоили Колчаку жизни: с этого момента иностранные представители утратили к нему всякий интерес.
После этого на протяжении двух месяцев Жанен избегал любых, в том числе телефонных, контактов с адмиралом Колчаком, а его подчинённый генерал Сыровой в течение всего этого времени задерживал движение русских поездов на восток, прибегая к угрозам оружием. Исследователь Питер Флеминг пишет, что «невозможно было нанести больший ущерб адмиралу, которого поддерживать их обязывал служебный долг, чем за два месяца ему нанесли эти два старших по званию представителя союзников». Вывод историка таков: выдача Колчака его врагам стала финальным аккордом долгосрочного плана, имевшего целью именно довести русского правителя до гибели или бросить в беде, «почти наверняка оба командущих еще раньше договорились выдать Колчака», а позднее не предприняли никаких попыток воспрепятствовать мирному процессу передачи Колчака, в результате которого чехи даже получили расписку за Верховного правителя; а также оспорить саму выдачу адмирала.
В декабре 1919 поддержал восстание против колчаковского правительства в Иркутске. Санкционировал выдачу Колчака повстанческому Политическому центру, что впоследствии привело к убийству Колчака. При этом Жанен нарушил данные ранее адмиралу гарантии безопасности и слово офицера, что вызвало не только возмущение в среде Белого движения, но и осуждение за границей; во всяком случае, отмечает историк В. Г. Хандорин, карьера французского генерала на этом завершилась, а среди русской эмиграции он «заработал» (наряду с подчинённым ему чешским генералом Я. Сыровым, отдавшим непосредственный приказ о выдаче) прочную репутацию предателя. Верховные комиссары союзников, ранее официально гарантировавшие Колчаку личную безопасность, были шокированы поступком главнокомандующего союзническими войсками, получавшего от них приказ, возлагавший на него ответственность за защиту адмирала, если тот за ней обратится (что Колчак и сделал, когда ему не оставили иного выбора подчинявшиеся Жанену войска, лишив поездов и оборвав связи с внешним миром). Поэтому они отправили из Харбина, где эти новости их застали врасплох, «совместный протест в самых резких выражениях», подписанный от Великобритании Лэмпсоном, от Японии Като, и от Франции — де Могра. 23 января 1920 года Лэмпсон отправил в британский Форин-офис телеграмму следующего содержания:
Поступок генерала Жанена тем более непостижим, что вышеупомянутое соглашение приняли в его присутствии и с его полного согласия; формулировки даже специально изменили по его желанию ввиду известных настроений чешских войск, коим предстояло выполнять условия соглашения

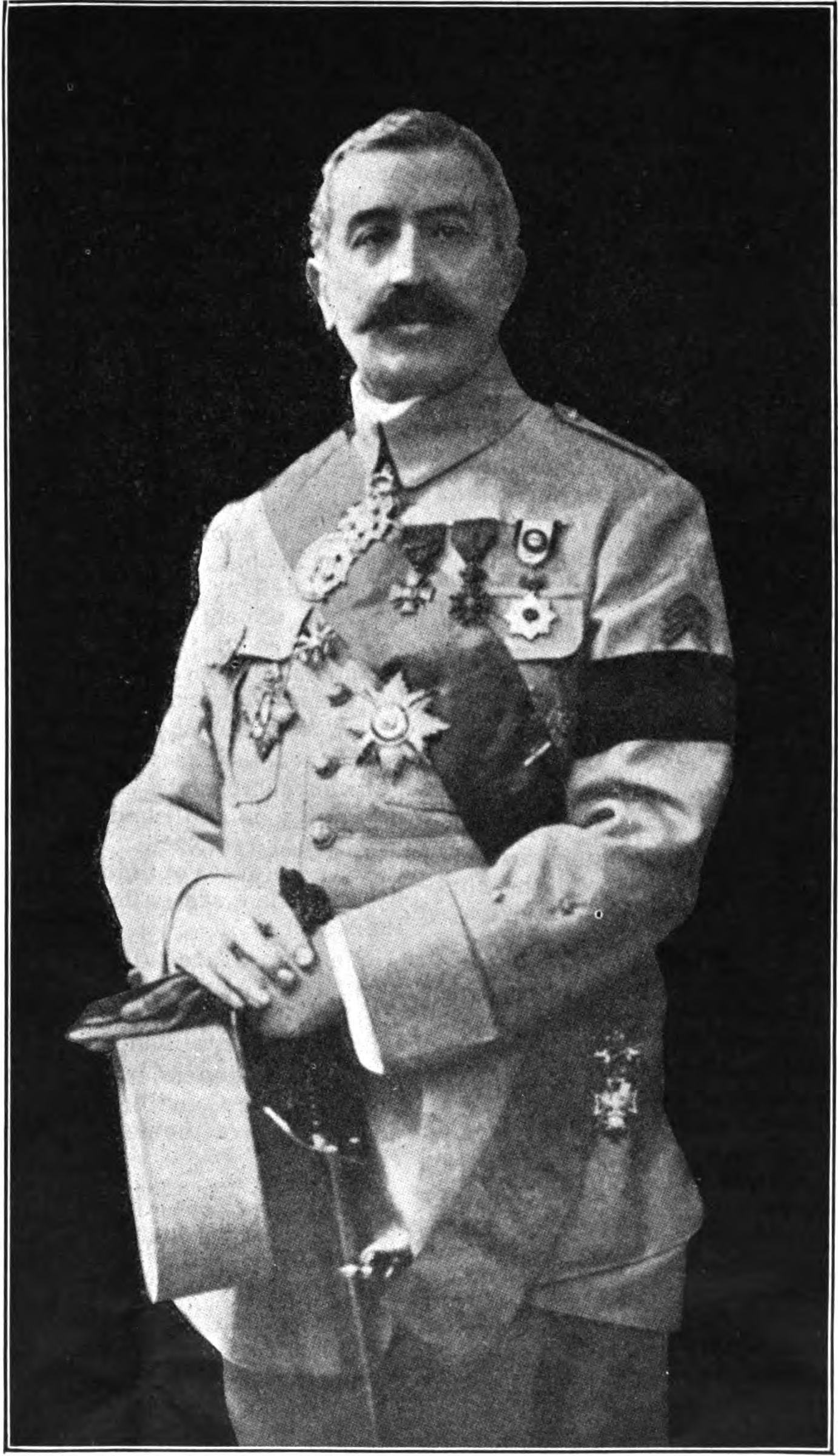
Фотопортрет генерала Жанена

Предполагавший большие проблемы Жанен, покинув 8 января Иркутск, перемещался на восток, отправляя по пути многочисленные отчеты в Париж, в которых представлял своё отсутствие в Иркутске «временным». 12 января он сообщил в Париж о возможном своем возвращении в Иркутск, однако, английский исследователь Питер Флеминг предполагает, что на самом деле французский генерал об этом и не помышлял, учитывая, что в таком случае его прибытие в город примерно совпало бы с приездом туда Колчака. Протесты русских политиков волновали Жанена гораздо меньше, чем телеграммы верховных комиссаров, последним он старался отвечать аргументированно. Генерал жаловался, что, приказав защищать Колчака, они не дали ему дополнительных войск из собственных национальных сил, критиковал за спешный отъезд из Иркутска, винил небольшое японское подразделение за уклонение в Глазкове от обязанностей по оказанию помощи адмиралу. Оправдывался Жанен, постоянно ссылаясь на прецедент с убийством Царской Семьи в июле 1918 года, напоминая, что когда после ареста Царской Семьи ряд глав союзных миссий в Петрограде вызвались спасти арестантов, то получили резкий отпор от собственных же послов.
В 1920 году Жанен вернулся во Францию, где подвергся критике со стороны своего бывшего британского коллеги генерала Нокса, обвинившего Жанена в пустых амбициях и нерадивости, нанёсших вред Белому движению и союзникам. Чтобы оправдаться, учитывая осуждение даже в официальных кругах Франции, Жанен готов был на любые очернения и обвинил Нокса и Британию в поддержке «реакционного и антидемократического» режима Колчака и в том, что Англия руками своей военной миссии якобы участвовала в перевороте 18 ноября 1918 года и привели адмирала к власти, а также белую власть в «зверствах колчаковской военщины».

## Награды
- Орден Белого орла с мечами (1916)
- Орден Белого льва на шее (1923)
- Орден Святого Владимира III-й степени с мечами
- Военный орден Лачплесиса II степени
- Орден Почётного легиона
- Орден Восходящего солнца

## Воспоминания
- Janin, Maurice. Moje ucast na Ceskoslovenskem Boji za Svobodu. Praha: Nakl. J. Otto, 1930. 383 s.
- Janin, Maurice. Ma mission en Siberie. 1918—1920. Payot, Paris. 1933. 307 p.
- Жанен М. Отрывки из моего сибирского дневника // Колчаковщина: Из белых мемуаров / Под ред. и со вступ. ст. Н. А. Корнатовского. — Л.: Красная газета, 1930. — 240 с.
- Janin, Maurice. En mission dans la Russie en guerre (1916-1917): Le journal inédit du général Janin. Editions L'Harmattan, 2015. 290 p.
- Генерал Морис Жанен: спасал легионеров в Сибири, но умер в забвении (первая часть)